# Українська література
Украї́нська літерату́ра — література, написана українською мовою.

## Періодизація
Періодизація української літератури залежить від методології. Крайні підходи — соціологічний та естетичний.
Соціологічна періодизація представлена у Сергія Єфремова («Історія українського письменства»):
- І. Доба національно-державної самостійності до з'єднання з Литвою й Польщею (кін. XIV ст.).
- ІІ. Доба національно-державної залежності, але з повсякчасними спробами повернути втрачену волю (кін. XIV — кін. XVIII ст.).
- ІІІ. Доба національного відродження (кін. XVIII — XX ст.).

Подібна концепція потім була в радянському літературознавстві.
Естетичну періодизацію запропонував Дмитро Чижевський у своїй «Історії української літератури»:
- І. Доба монументального стилю — 11 ст.
- II. Доба орнаментального стилю — 12-13 ст.
- III. Переходова доба — 14-15 ст.
- IV. Ренесанс та Реформація — кінець 16 ст.
- V. Бароко — 17-18 ст.
- VI. Класицизм — кінець 18 ст. — 40 роки 19 ст.
- VII. Романтизм — кінець 20-х років — початок 60-х років 19 ст.
- VIII. Реалізм — від 60-х років 19 ст.
- IX. Символізм — початок 20 ст.

Іван Франко на засадах культурно-історичної школи (повнота та різносторонність, твори як документи духовного життя певної епохи) увів узагальнену періодизацію української літератури. Він виділив три епохи:
- I. Староруська (XI—XV ст.)
- II. Середньоруська (XVI—XVIII ст.)
- III. Новочасна (XIX ст.)

Цей підхід був продовжений Михайлом Возняком, який виділив три доби в історії української літератури: давня, середня та нова.
Четвертий період історії українського письменства — Новітня українська література. 

Охоплює літературний процес XX ст — початку XXI ст., представлений переважно модернізмом та авангардизмом. Започаткований у межах перехідного періоду від класичного реалізму (пізній період творчості І. Франка, В. Самійленка, М. Чернявського, М. Левицького, М. Грушевського, О. Авдиковича, А. Чайковського, Грицька Григоренка, А. Крушельницького, Т. Бордуляка, С. Васильченка, А. Тесленка та ін.), коли з'явилася нова творча генерація з відмінним дискурсом письма й уявленням про мистецтво.

## Історія української літератури
Українська література має тисячолітню історію. Початки її належать до часів формування Київської Русі. Однак ще в передісторичну добу (до ІХ ст.) предки українців мали розвинену усну творчість. Найдавніші рукописні книги були створені на українських землях і дійшли до нас, розпочинаючи своє літочислення із середини X ст. Із запровадженням християнства в Київськой Русі (988) пожвавився розвиток торгівлі, ремесел, зовнішноньої політики й культури, що й спричинило розвиток писемності.
Розквіт Київської держави в X-XI ст. пов'язаний з іменами князів Володимира Великого та Ярослава Мудрого. Для зміцнення християнства й поширення греко-візантійської культури Володимир Великий заснував у Києві школу для дітей вищих верств суспільства. Один із перших літописів розповідає, що матері дітей, узатих на навчання, плакали, бо тоді ще не розуміли, наскільки важливою для людини є освіта. З цього часу не лише в Києві, а й в вінших містах почали відкривати школи. Ярослав Мудрий, який уславився любов'ю до книг, при Софійському соборі відкрив першу бібліотеку, яку пізніше було втрачено й не знайдено до сьогодні.
Існують наукові версії про винекнення писемності ще в дохристиянський період, проте братимемо до уваги лише писемні пам'ятки, що дійшли до нас. Адже саме ці книги — незаперечні документи, що дійшли до нас. Адже саме ці книги — незаперечні документи, на основі яких можна робити певні твердження. До них належать: Остромирове Євангеліє, Ізборник Святослава (1073), Ізборник (1076) та інші.
Першою визначною писемною пам'яткою Київської Русі є літопис «Повість минулих літ», який є не тільки джерелом історичних відомостей, а й хрестоматією епічних пісень, легенд та переказів епохи Київської Русі. Поетичним шедевром давньої літератури є «Слово о полку Ігоревім». Цей героїчний епос увібрав у себе найкращі зразки народної творчості того часу і став надбанням та гордістю всього слов'янського світу.
| Титульна сторінка | Твори                      | Автор         | Опис |
| ----------------- | -------------------------- | ------------- | --- |
|                   | Остромирове Євангеліє      | дияк Григорій | Найдавніша датована рукописна пам'ятка церковнослов'янської мови Київської держави. Цей твір переписаний у 1056-1057 рр. з болгарського оригіналу дяком Григорієм для новгородського посадника Остромира, від імені якого Євангелія дістало назву. Остромирове Євангеліє містить вибрані євангельські читання. Хоча цей твір написаний старослов'янською мовою, проте в ньому наявні вкраплення живої мови Русі-Україна. Рукопис пам'ятки, який налічує 294 аркуші великого формату, по-мистецьки оздоблений кольоровими ініціалами, заставками, трьома мініатюрами євангелістів Івана, Луки й Марка. |
|                   | Ізборник Святослава (1073) | дияк Іван     | Другою датованою давньоруською писемною пам'яткою є Ізборник Святослава (1073). Це — архаїчна рукописна хрестоматія, що містить різні вислови та фрагменти з богословських творів. Книга має єнциклопедичний зміст, у ній порушено проблеми християнського богослов'я, розтлумачуються положення Біблії про поводження в повсякденні. Тут наведено відомості з астрономії та астрології, математики та фізики, історії, філософії, граматики, зоології, ботаніки, логіки й етики. Ізборник переписав дяк Іван з іншими писцями для київського князя Святослава Ярославича з болгарського джерела, складеного на початку X ст. для болгарського царя Симеона. Ізборник Святослава містить 380 статей, які належать 25 авторам (здебільшого візантійцям) |
|                   | Ізборник (1076)            | дияк Іван     | Третя датована писемна пам'ятка — Ізборник (1076) — складена за матеріалами рукописів княжої бібліотеки Софійського собору. Ця книга містить найрізноманітніші відомості духовного та філософського змісту — роздуми про правдиву віру, повчання дітям тощо. |